# Izrael elnökeinek listája
A lista Izrael köztársasági elnökeinek listáját tartalmazza időrendben.
| Sorszám | Kép | Államfő Szül.-hal.                        | Hivatali idő                          | Párt       |
| ------- | --- | ----------------------------------------- | ------------------------------------- | ---------- |
| 1.      |     | Háim Weizmann חיים עזריאל ויצמן 1874–1952 | 1949. február – 1952. november 9.     | Cionisták  |
| 2.      |     | Jichák Ben Cví יצחק בן צבי 1884–1963      | 1952. december 8. – 1963. április 23. | Mapaj      |
| 3.      |     | Zalmán Sazár זלמן שז"ר 1889–1974          | 1963. május 21. – 1973. május 21.     | Mapaj      |
| 4.      |     | Efráím Kácír אפרים קציר 1916–2009         | 1973. május 24. – 1978. május 24.     | HaMa'arach |
| 5.      |     | Jichák Návón יצחק נבון 1921–2015          | 1978. május 29. – 1983. május 5.      | HaMa'arach |
| 6.      |     | Háim Hercog חיים הרצוג 1918–1997          | 1983. május 5. – 1993. május 13.      | HaMa'arach |
| 7.      |     | Ézer Weizman עזר ויצמן 1924–2005          | 1993. május 13. – 2000. július 10.    | Munkapárt  |
| 8.      |     | Móse Kacav משה קצב 1945–                  | 2000. augusztus 1. – 2007. július 1.  | Likud      |
| 9.      |     | Simón Peresz שמעון פרס 1923–2016          | 2007. július 15. – 2014. július 27.   | Kádímá     |
| 10.     |     | Reuvén Rivlin ראובן ריבלין 1939–          | 2014. július 27. – 2021 július 7.     | Likud      |
| 11.     |     | Jichák Hercog ראובן ריבלין 1960–          | 2021. július 7. –                     | Munkapárt  |

## Lásd még
- Izrael miniszterelnökeinek listája